# 洞穴幻象
洞穴幻象（拉丁語：Idola specus，也译作洞穴偶像或洞穴假象）是一类逻辑谬误，指个人的特殊偏见导致犯错，由弗朗西斯·培根爵士用拉丁文创造，并在他的著作《新工具论》中使用。《新工具论》是对现代科学的方法进行论证的最早的著作之一。他认为其“起于各个人的心的或身的独特组织，也起于教育、习惯和偶然的事情。”（第1卷格言53）

## 概述
洞穴幻象是表示“现在劫持着人类理解力并在其中根深蒂固的假象和错误的概念”的四个“幻象”之一。这些幻象“围困着人们的心灵”，使得“真理不得其门而入”。培根预测，即使在他所“科学复兴”之后仍会“聚拢一起来搅扰我们，除非人们预先得到危险警告而尽力加强自己以防御它们的猛攻。”（第1卷格言38）换句话说，它们是科学的问题，一个成功的现代科学方法将需要设法避免它们。
除了洞穴幻象，还有种族幻象（由人性造成）、市场幻象（由语言造成）和剧场幻象（由哲学家和思想体系的影响造成）。这四个幻象被称为心灵幻象（拉丁語：Idola mentis）。

## 培根的表述
洞穴幻象即是偏见，指个人将其自身的偏好、文化或社会群体不恰当地扩展到规范或原则上。种族歧视、性别歧视或者更一般的仅仅是“歧视”都是洞穴幻象的例子，但洞穴幻象的概念更进一层，批判了所有形式的偏重主观或个人倾向。
|               | 洞穴假象是各个人的假象。因为每一个人（除普遍人性所共有的错误外）都各自有其自己的洞穴，使自然之光屈折和变色。形成这个洞穴，或是因为这人自己固有的独特的本性；或是因为他所受的教育和与别人的交往；或是因为他阅读一些书籍而对其权威性发生崇敬和赞美；又或者是由于各种感印，这些感印又是根据人心的不同（如有的人是“心怀成见”和“胸有成竹”，有的人却是“漠然无所动于中”)而作用各异的%以及类此等等。这样，人的元精“照各个不同的人所秉受而得的样子”实际上是一种容易改变多扰的东西，又似为机运所统治着。所以，赫拉克利泰（Heraclitus）曾经说得好，人们之追求科学总是求诸他们自己的小天地，却不是求诸公共的大天地。 |
| ——第1卷格言42 | |

更详细地说，培根说这种幻象的“数量和种类都很多”，但他选择了那些“最值得引以警示的”、“最能扰乱理解的清晰性的”例子。（第1卷格言53）他判断，它们“或先有一个心爱的题目占着优势，或在进行比较或区分时有着过度的趋势，或对于特定的年代有所偏爱，或所思辨的对象有偏广偏细之病。”（第1卷格言58）关于这些最重要的变体，他描写更多的细节：
- 产生偏见的一个常见原因是，“有些人留恋于某种特定科学和思索，这或由于他们幻想自己就此成为有关的著作家和发明家，或由于他们曾在那些东西上面下过最大的苦功，因而对它们有了很大的习惯。”（第1卷格言54）[3]
- 培根表示“涉及哲学和科学方面，不同的人心之间有着个主要的也可说是根本的不同，这就是：有的心较强于和较适于察见事物的相异之点，有的心则较强于和较适于察见事物的相似之点。大都沉稳的和锐利的心能够固定其思辨而贯注和紧钉在一些最细致的区别上面；而高昂的和散远的心则善于能见到最精纯的和最普通的相似之点，并把它们合在一起。但这两种心都容易因过度而发生错误：一求异而急切间误攫等差，一求似而急切间徒捉空影。（第1卷格言55）[3]
- 培根还注意到另一个导致洞穴幻象不同表现的区别：“有的心极端地崇古，有的心却非常渴求地爱新；求其秉性有当，允执厥中，既不吹求古人之所制定，也不鄙薄近人之所倡导，那是很少的了。"（第1卷格言56）[3]
- 洞穴幻象的另一个常见原因是：“专就自然和物体的单纯法来思索自然和物体，这会使理解力破碎和散乱；专就其组合与结构去思索，则又会压垮理解力而使之消散。这种分别在刘开帕斯（Leucippus）和德谟克利塔斯学派与别的哲学相比之中就可看得清楚。那一学派是如此之忙于分子，以致很少注意到结构；其他学派则迷失于赞叹结构，以致没有钻到自然的单纯的东西。所以，这两种思辨应当交换见用，俾使理解力既能深入又能概括，俾使上面那些不利之点以及由之而来的一些假象得以避免。（第1卷格言57）[3]

培根还针对避免洞穴幻象以对未来更有条理地研究自然提出了一般性建议：“概括地说，凡从事于自然研究的人都请把这样一句话当作一条规则——凡是你心所占所注而特别满意者就该予以怀疑，在处理这样问题时就该特加小心来维持理解力的平均和清醒。”（第1卷格言58）

### 脚注
1. ↑   第一版. 商务印书馆. 1981年6月.
2. ↑  文聘元. . 江西美术出版社. 2019. ISBN 9787548066156.
3. 1 2 3 4 5 6 7 8 9 10  培根, 弗兰西斯. . 商务印书馆. 1984. ISBN 978-7-100-02383-2 （中文）.

### 外链
- Novum Organum （页面存档备份，存于） (拉丁文版本)
- New Organon （页面存档备份，存于） (1863 英译本)